# Licania cuspidata
Licania cuspidata är en tvåhjärtbladig växtart som först beskrevs av Henry Hurd Rusby, och fick sitt nu gällande namn av Ghillean `Iain' Tolmie Prance. Licania cuspidata ingår i släktet Licania och familjen Chrysobalanaceae. Inga underarter finns listade i Catalogue of Life.